# Alois Hitler
Alois Hitler, rođen Alois Schicklgruber (Strones, 7. lipnja 1837. – Leonding, 3. siječnja 1903.) bio je austrijski carinik i otac Adolfa Hitlera.
Alois Hitler bio je vanbračni sin Ane Marije Schicklgruber. Podatci o njegovom ocu su nepoznati. Pretpostavke da mu je otac bio bogati trgovac židovskog podrijetla slove u međuvremenu kao odbačene.
Godine 1875. sklapa prvi brak s Annom Glasl-Hörer te 1876. godine mijenja prezime u Hitler. U tom braku nije imao djece. 
Nakon njene smrti 1883. godine sklapa drugi brak s 24 godine mlađom Franziskom Matzelsberger s kojom tada već ima vanbračnog sina Aloisa Hitlera jun. (1882-1956).
Dne 7. siječnja 1885. Alois Hitler oženio se u trećem braku s Klarom Pölzl, nećakinjom drugog stupnja. U tom braku su dobili šestero djece, od kojih je četvrto dijete bio budući njemački diktator Adolf Hitler.
Alois Hitler preminuo je 1903. godine, u svojoj 65.godini života.